# L'Enfant prodigue (film, 1901)
Pour les articles homonymes, voir L'Enfant prodigue.
L'Enfant prodigue (parfois intitulé Le Fils prodigue) est un film français réalisé par Ferdinand Zecca, sorti en 1901.

## Synopsis
Un jeune homme a mené grande vie et se retrouve un jour sans un sou. Il n'a plus d'autre solution que de retourner, penaud, au domicile familial. Heureusement son père, tout à sa joie de retrouver son fils, passe l'éponge. Il ordonne même que le veau gras soit tué en son honneur.

## Fiche technique
- Titre : L'Enfant prodigue ou Le Fils prodigue
- Réalisation : Ferdinand Zecca
- Scénario : d'après la « parabole du fils prodigue » de l'Évangile selon Luc, tirée du Nouveau Testament (Luc 10 : 29-35)
- Décors : Vincent Lorant-Heilbronn
- Production : Pathé
- Distribution : Pathé, en France et aux États-Unis (avec Edison Manufacturing Company)
- Durée : 7 minutes (145 mètres)
- Format : Noir et blanc - film muet - 1,33:1
- Dates de sortie :
  -  France : 1901
  -  États-Unis : Avril 1904